# Philipp Hochmair

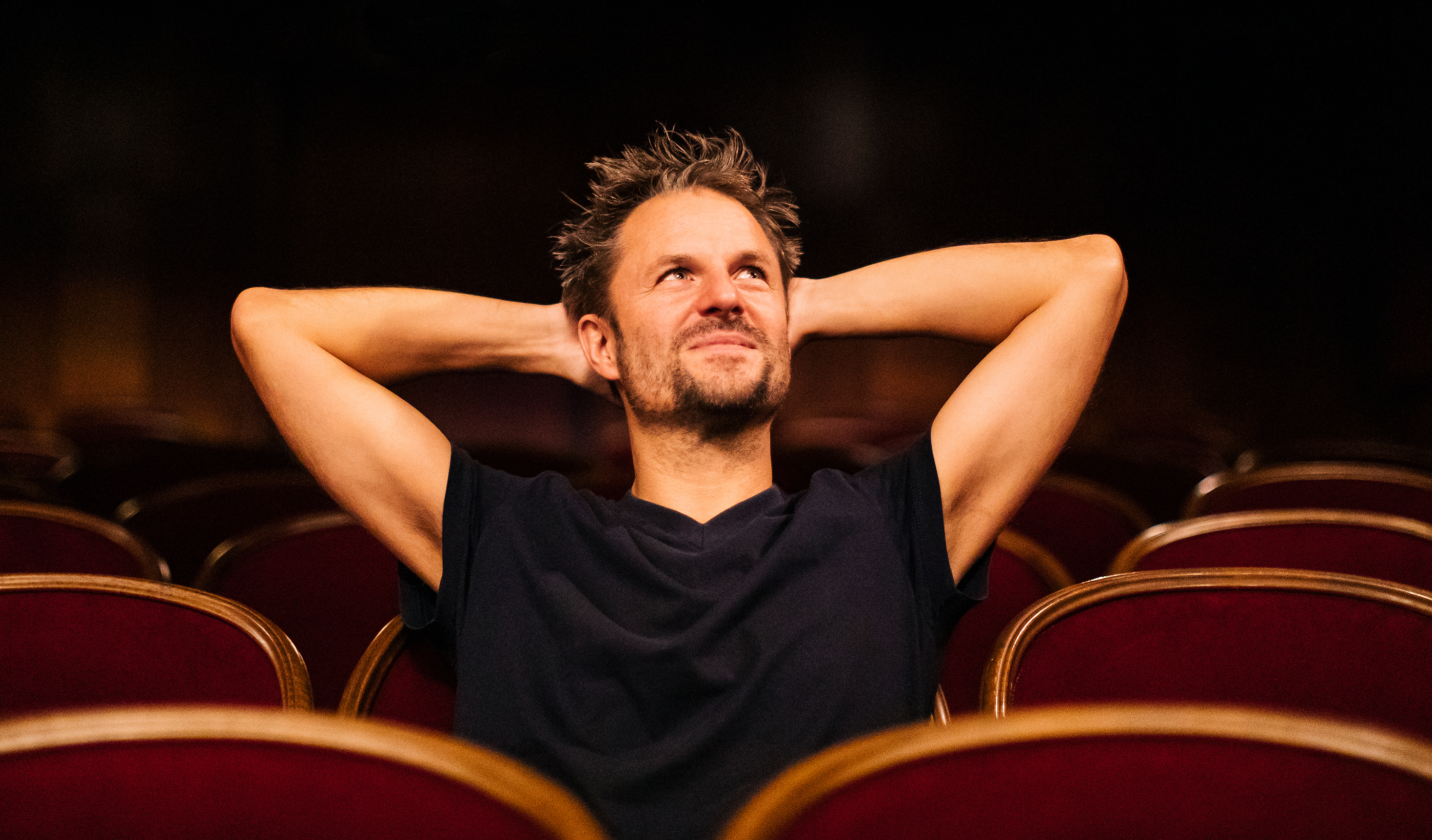
Philipp Hochmair, 2021

Philipp Hochmair (* 16. Oktober 1973 in Wien) ist ein österreichischer Schauspieler und Frontmann der Band Die Elektrohand Gottes.

## Leben

### Herkunft und Ausbildung
Philipp Hochmair wurde als Sohn einer Ärztin und eines Ingenieurs im Oktober 1973 in Wien geboren. Sein jüngerer Bruder ist Mediziner wie die Mutter, die als Ärztin am Wiener Burgtheater arbeitete, wodurch Philipp Hochmair bereits frühzeitig mit dem Schauspielberuf in Berührung kam. Zunächst interessierte er sich für Malerei und Grafik, bis er sein schauspielerisches Talent entdeckte.
Hochmair studierte von 1993 bis 1997 unter anderem bei Klaus Maria Brandauer und Artak Grigorjan Schauspiel am Max Reinhardt Seminar in Wien sowie in Paris am Conservatoire national supérieur d’art dramatique.

### Theater
Erste Engagements führten Hochmair an das Gostner Hoftheater in Nürnberg, zum Schauspielhaus Hamburg, an das Staatstheater Hannover, an die Volksbühne Berlin und zum Schauspielhaus Zürich. Von 2003 bis 2009 war er Ensemblemitglied am Wiener Burgtheater und wurde in dessen Ehrengalerie aufgenommen. Von 2009 bis 2014 gehörte er dem Ensemble des Hamburger Thalia Theaters an.
Hochmair arbeitete mehrmals mit den Regisseuren Nicolas Stemann und Frederike Heller zusammen. Unmittelbar nach dem Studium schloss er sich der Gruppe Stemann an, einer Schauspieltruppe um den Regisseur Stemann, und spielte in vielen Inszenierungen zentrale Rollen. Bereits 1997 entstand im Rahmen dieser Zusammenarbeit die Produktion Werther! nach Johann Wolfgang von Goethe. In diesem Ein-Personen-Stück illustriert Hochmair Die Leiden des jungen Werthers in zeitgenössischer Form. Das Stück ist seit 1997 ein großer Erfolg, es wurde an vielen deutschsprachigen und internationalen Bühnen gezeigt und gehört bei einigen, wie dem Burgtheater Wien oder dem Thalia Theater in Hamburg, zum festen Repertoire. Die parallel zur Aufführung entstandene CD und das Buch haben zudem Eingang in den Deutsch- und Literaturunterricht gefunden. Nach dem gleichen Prinzip wie Werther! entwickelte Hochmair die Kafka-Texte Der Prozess und Amerika sowie Büchners Lenz zu Hörspielen und szenischen Lesungen weiter.
2023 spielte er den Hagestolz von Adalbert Stifter zusammen mit Hanns Clasen und Fritz Rainer ein. In seiner Interpretation setzt sich Hochmair unter anderem sowohl mit Liebe und Beziehung als auch mit den Lebensweg bestimmenden Entscheidungen auseinander. Abermals erfolgt eine einfühlsame Beschäftigung mit den Aussagen des Textes. Parallel dazu bringt er den Hagestolz auch in einer anderen Version mit den Österreichischen Salonisten zu Gehör.
In seiner Interpretation von Hugo von Hofmannsthals Originalwerk Jedermann, die er zusammen mit seiner Band Die Elektrohand Gottes mit experimentellen Elektronikklängen seit 2013 auf die Bühne bringt, übernimmt Hochmair alle Rollen. In ähnlichem Stil wird Friedrich Schillers Balladen als Sprechkonzert im Zusammenspiel mit seiner Band auf der Bühne neues Leben eingehaucht.

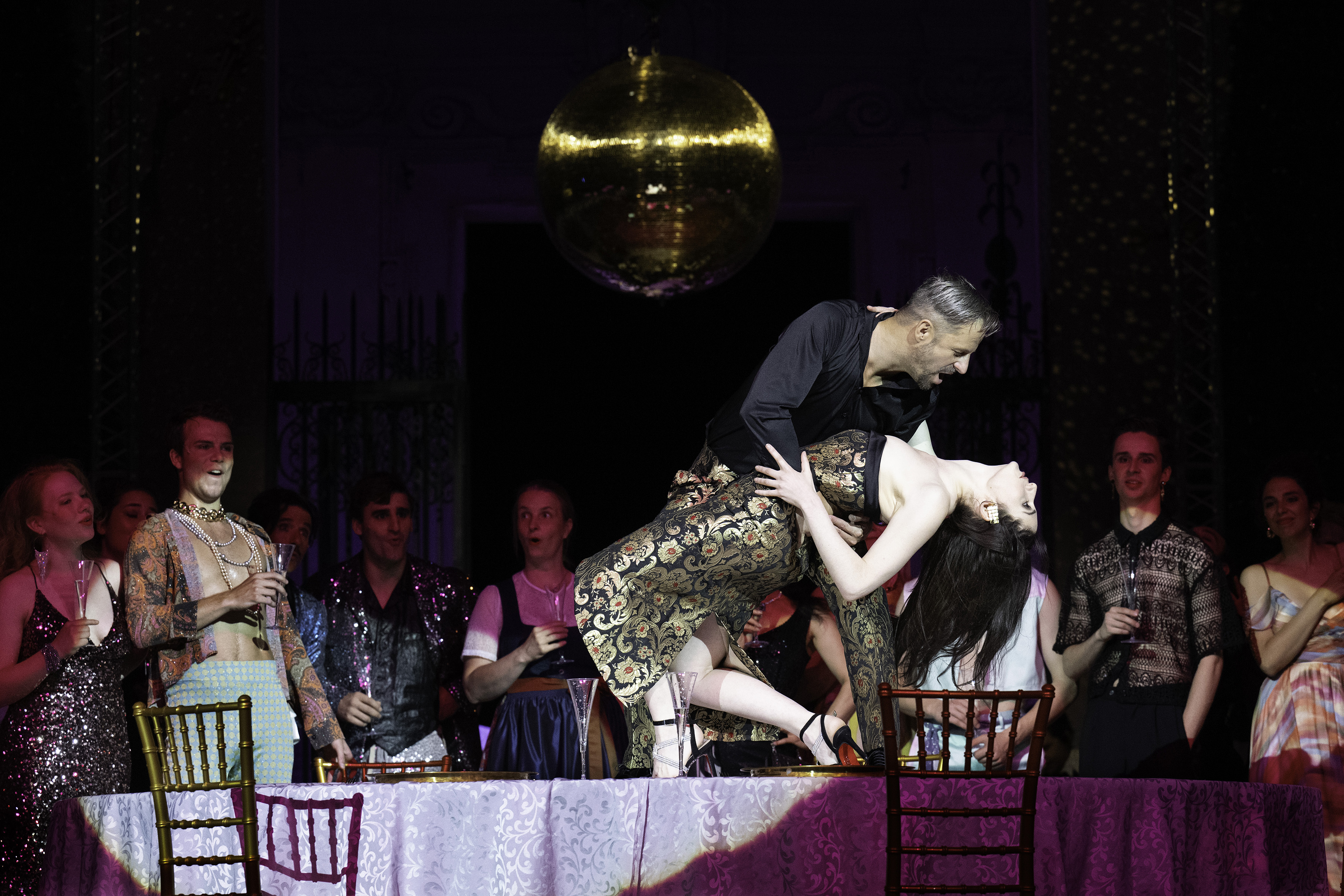
Jedermann bei den Salzburger Festspielen 2024

Nach der ursprünglichen Version mit Simonne Jones, die am Thalia Theater in Hamburg 2013 Premiere feierte, gibt es mittlerweile verschiedene Varianten, so zum Beispiel im Zusammenspiel mit Kurt Razelli, Fritz Rainer und der Philharmonie Salzburg.
Im August 2018 sprang er im Jedermann bei den Salzburger Festspielen für den erkrankten Tobias Moretti kurzfristig für fünf Aufführungen als Darsteller des Jedermann ein. Seit 2024 spielt er die Titelrolle regulär.

### Film und Fernsehen
Obwohl vorwiegend dem Theater verbunden, war Hochmair von Beginn seiner Karriere an in diversen Film- und Fernsehrollen zu sehen. So verkörperte er im Jahr 2000 in Heinrich Breloers Die Manns – Ein Jahrhundertroman Golo Mann. 2013 erschien Hochmair in dem Spielfilm Der Glanz des Tages des italienisch-österreichischen Regieduos Tizza Covi und Rainer Frimmel, der mit den Hauptpreisen des Filmfestivals Max Ophüls Preis und der Grazer Diagonale ausgezeichnet wurde. Hochmair spielt sich darin selbst – einen vielbeschäftigten Schauspieler, der mit einem unbekannten Onkel sowie dem Schicksal eines Asylbewerbers konfrontiert wird.
2014 verkörperte Hochmair in Urs Eggers Eine Liebe für den Frieden – Bertha von Suttner und Alfred Nobel den österreichischen Schriftsteller und Pazifisten Arthur Gundaccar von Suttner. Von 2015 bis 2022 spielte er in den sechs Staffeln der österreichischen Fernsehserie Vorstadtweiber die Rolle des homosexuellen Ministers Dr. Joachim Schnitzler.
In der ORF/ARD-Krimireihe Blind ermittelt, die auf dem Sendeplatz „Donnerstagskrimi im Ersten“ gezeigt wird, spielt Hochmair seit 2018 an der Seite von Andreas Guenther die Titelrolle des erblindeten Ex-Chefinspektors Alexander „Alex“ Haller der Wiener Mordkommission, der aufgrund seiner besonderen Fähigkeiten als Sonderermittler bisher elf Fälle gelöst hat.
2020 war Hochmair an der Seite von Anja Kling als Graf Viktor von Szápáry in einer der Hauptrollen der achtteiligen österreichisch-deutsch-tschechischen Fernsehserie Freud von ORF und Netflix zu sehen. 2021 übernahm er in der dritten Staffel der ARD-Historienarztserie Charité die Rolle des österreichisch-deutschen Gerichtsmediziners und forensischen Serologen Otto Prokop.
In Matti Geschonnecks vielfach ausgezeichnetem Film Die Wannseekonferenz, der in mehr als 100 Ländern gezeigt wird, übernahm er 2022 die Rolle des Reinhard Heydrich, der 1942 die Leitung der Wannseekonferenz innehatte.
2024 setzte er seine internationale Filmkarriere mit der französischen Serie Deep fort, in der er einen deutschen NS-General im Frankreich des Zweiten Weltkrieges spielt. Die Dreharbeiten unter der Regie von Aurélien Molas für die fiktive Action- und Abenteuerserie in s/w erfolgten auf Französisch.
Außerdem gibt es mit Hochmair seit 2024 die ZDF-Filmreihe Der Geier, in der er in der Hauptrolle den ehemaligen Kriminalkommissar Lukas Geier aus München spielt, der freiwillig aus dem Dienst geschieden ist und nun als erfolgreicher Musiker in Bad Gastein lebt.
In Film und Fernsehen übernimmt Hochmair regelmäßig Gastrollen in zahlreichen Fernsehserien und -reihen, unter anderem Tatort, Bella Block, Ein starkes Team, Marie Brand und Nachtschicht.

## Theater (Auswahl)
Burgtheater Wien
- 2003: Das Werk von Elfriede Jelinek – Peter; Regie: Nicolas Stemann
- 2004: Bérénice de Molière von Igor Bauersima – Jean Racine; Regie: Igor Bauersima
- 2005: Babel von Elfriede Jelinek, Regie: Nicolas Stemann
- 2005: Untertagblues von Peter Handke – Ein wilder Mann; Regie: Friederike Heller
- 2006: Torquato Tasso von Johann Wolfgang von Goethe – Torquato Tasso, Hofdichter; Regie: Stephan Kimmig
- 2006: Die Unvernünftigen sterben aus von Peter Handke – Hermann Quitt; Regie: Friederike Heller
- 2007: Der Prozess von Franz Kafka – Joseph K.; Regie: Andrea Gerk und Philipp Hochmair
- 2007: Spuren der Verirrten von Peter Handke, Regie: Friederike Heller
- 2007: Die Brüder Karamasow von Fjodor Dostojewski, Regie: Nicolas Stemann
- 2008: Doktor Faustus – my love is a fever nach Thomas Mann, Regie: Friederike Heller

Deutsches Theater Berlin
- 2007: Don Karlos von Friedrich Schiller – Don Carlos; Regie: Nicolas Stemann
- 2008: Der Prozess von Franz Kafka – Joseph K.; Übernahme der Produktion aus dem Burgtheater Wien, Regie: Andrea Gerk und Philipp Hochmair

Schauspielhaus Zürich
- 2003: Der Sohn von Jon Fosse – Sohn; Regie: Elias Perrig

Staatstheater Hannover
- 2001: Orestie von Aischylos – Orestes; Regie: Nicolas Stemann
- 2002: Hamlet von William Shakespeare – Hamlet; Regie: Nicolas Stemann

Thalia Theater
- 2008: Die Räuber von Friedrich Schiller – Franz Moor; Coproduktion mit den Salzburger Festspielen 2008, Regie: Nicolas Stemann
- 2009: Amerika nach Franz Kafka – Karl Rossmann, Regie: Bastian Kraft
- 2009: Nathan der Weise von Gotthold Ephraim Lessing – Der Tempelherr; Regie: Nicolas Stemann
- 2010: Woyzeck Musical von Tom Waits nach Georg Büchner – Der Hauptmann; Regie: Jette Steckel
- 2010: Der gestiefelte Kater nach den Brüdern Grimm – Kater, Regie: Wolf-Dietrich Sprenger
- 2011: Faust I und II von Johann Wolfgang von Goethe – Mephisto; Coproduktion mit den Salzburger Festspielen 2011, Regie: Nicolas Stemann
- 2012: Der zerbrochne Krug von Heinrich von Kleist – Dorfrichter Adam; Regie: Bastian Kraft
- 2013: Jedermann von Hugo von Hofmannsthal, Eine Konzert-Performance, Premiere Salzburger Festspiele 2013, Regie: Bastian Kraft

Hamburger Kammerspiele
- 1998: Gesäubert von Sarah Kane – Carl; Regie: Peter Zadek

Salzburger Festspiele
- 2008: Die Räuber von Friedrich Schiller – Franz Moor; Coproduktion des Thalia Theaters mit den Salzburger Festspielen 2008, Regie: Nicolas Stemann
- 2011: Faust I und II von Johann Wolfgang von Goethe – Mephisto; Coproduktion des Thalia Theaters mit den Salzburger Festspielen 2011, Regie: Nicolas Stemann
- 2018: Jedermann von Hugo von Hofmannsthal – Jedermann; Salzburger Festspiele, Regie: Michael Sturminger (spielte den Jedermann für den erkrankten Tobias Moretti)
- 2024: Jedermann von Hugo von Hofmannsthal – Jedermann; Salzburger Festspiele, Regie: Robert Carsen

Freie Produktionen
- 1997: Werther! nach Johann Wolfgang von Goethe – Werther; Regie: Nicolas Stemann
- 2011: Porno von Ela Angerer (Buch und Regie)
- 2023: Der Hagestolz von Adalbert Stifter

## Filmografie (Auswahl)

### Kino
- 1996: Lucie Aubrac, Regie: Claude Berri
- 1999: Marthas Töchter (Kurzfilm), Regie: Oliver Dommenget
- 1999: Tigermilch, Regie: Elisabeth Fiege
- 1999: Nachtfalter, Regie: Franz Novotny
- 2000: Das Experiment, Regie: Oliver Hirschbiegel
- 2002: Die rote Jacke, Regie: Florian Baxmeyer
- 2005: Winterreise, Regie: Hans Steinbichler
- 2009: Die blaue Stunde (Kurzfilm), Regie: Nicolai Max Hahn
- 2010: Tag und Nacht, Regie: Sabine Derflinger
- 2011: Die Vaterlosen, Regie: Marie Kreutzer
- 2011: Arschkalt, Regie: André Erkau
- 2012: Der Glanz des Tages, Regie: Tizza Covi, Rainer Frimmel
- 2013: Talea, Regie: Katharina Mückstein
- 2016: Kater, Regie: Klaus Händl
- 2017: Tiere, Regie: Greg Zglinski
- 2017: Candelaria – Ein kubanischer Sommer, Regie: Jhonny Hendrix Hinestroza
- 2019: Ich war noch niemals in New York, Regie: Philipp Stölzl
- 2019: Glück gehabt, Regie: Peter Payer
- 2020: Das Glaszimmer, Regie: Christian Lerch
- 2022: Der Riss, Regie: Paul Ertl
- 2024: Der Soldat Monika, Regie: Paul Poet

### Fernsehfilme
- 1999: Die Biester
- 2000: Ein mörderischer Plan
- 2000: Die Manns – Ein Jahrhundertroman
- 2001: Boomtown – Es leckt
- 2001: Die Hoffnung stirbt zuletzt
- 2002: Mörderische Elite
- 2007: Polly Adler – Die Entführung
- 2012: Blutadler
- 2012: Die Auslöschung
- 2013: Der Glanz des Tages
- 2014: Eine Liebe für den Frieden – Bertha von Suttner und Alfred Nobel
- 2014: Männertreu
- 2014: Clara Immerwahr
- 2014: In der Falle
- 2015: Meine fremde Frau
- 2015: Kleine große Stimme
- 2017: Viel zu nah
- 2019: Der beste Papa der Welt
- 2019: Ein Dorf wehrt sich
- 2020: Liebe verjährt nicht
- 2020: Nicht tot zu kriegen
- 2021: Letzter Gipfel
- 2021: Meiberger – Mörderisches Klassentreffen
- 2022: Die Wannseekonferenz

### Fernsehserien und -reihen
- 1999: Tatort: Der Duft des Geldes
- 1999: Bella Block: Blinde Liebe
- 2002: SOKO Kitzbühel (Folge Die Nagelfalle)
- 2002: Tatort: Tödliche Souvenirs
- 2003: Doppelter Einsatz (Folge Die Wahrheit stirbt zuletzt)
- 2007: Tatort: Exitus
- 2008: SOKO Donau (Folge Nachts kaum Abkühlung)
- 2013: Ein starkes Team: Die Frau des Freundes
- 2014: Marie Brand und das Mädchen im Ring
- 2014: Tatort: Borowski und das Meer
- 2015–2022: Vorstadtweiber (61 Folgen)
- 2015: Polizeiruf 110: Wendemanöver
- 2016: Solo für Weiss – Das verschwundene Mädchen
- 2016: Die Toten vom Bodensee – Stille Wasser
- 2017: Herzkino: Ein Sommer im Allgäu
- 2018: Nachtschicht – Es lebe der Tod
- seit 2018: Blind ermittelt
  - 2018: Die toten Mädchen von Wien
  - 2019: Blutsbande (Alternativtitel: Die verlorenen Seelen von Wien)
  - 2019: Das Haus der Lügen (Alternativtitel: Die Feuerteufel von Wien)
  - 2020: Zerstörte Träume (Alternativtitel: Tod im Fiaker)
  - 2021: Endstation Zentralfriedhof (Alternativtitel: Lebendig begraben)
  - 2022: Tod im Prater
  - 2022: Die nackte Kaiserin
  - 2023: Tod im Weinberg
  - 2023: Mord an der Donau
  - 2024: Tod im Kaffeehaus
  - 2024: Tod im Palais
- 2019: Tatort: Wo ist nur mein Schatz geblieben?
- 2019: SOKO Wien (Folge Ritterschlag)
- 2019: Friesland: Hand und Fuß
- 2019: Maria Theresia
- 2020: Freud
- 2021: Charité (Staffel 3)
- 2021: Blackout
- 2022: Spreewaldkrimi: Die siebte Person
- 2022: Tatort: Murot und das Gesetz des Karma
- 2023: Herzkino: Kleine Eheverbrechen
- 2024: Helgoland 513 (Fernsehserie)
- 2024: Deep (Regie: Aurélien Molas)
- 2025: Die Affäre Cum-Ex (Fernsehserie)
- seit 2024: Der Geier
  - 2024: Der Geier – Die Tote mit dem falschen Leben
  - 2025: Der Geier – Freund oder Feind

### Dokumentationen
- 2016: Jedermann (Regie: Katharina Pethke)
- 2020: Philipp Hochmair – Eine Reise mit Jedermann (Bernadette Schugg, Philipp Hochmair)
- 2021: Jedermann und Ich (Regie: Katharina Pethke)
- 2021: Jedermann auf Reisen (Regie: Wolfgang Tonninger)
- 2023: Jedermann und Ich – Ein Porträt in 3 Kapiteln (Regie: Katharina Pethke)[27][28]
- 2024: Philipp Hochmair: Zwischen Himmel und Hölle (Regie: Hannes Michael Schalle)

## Diskografie

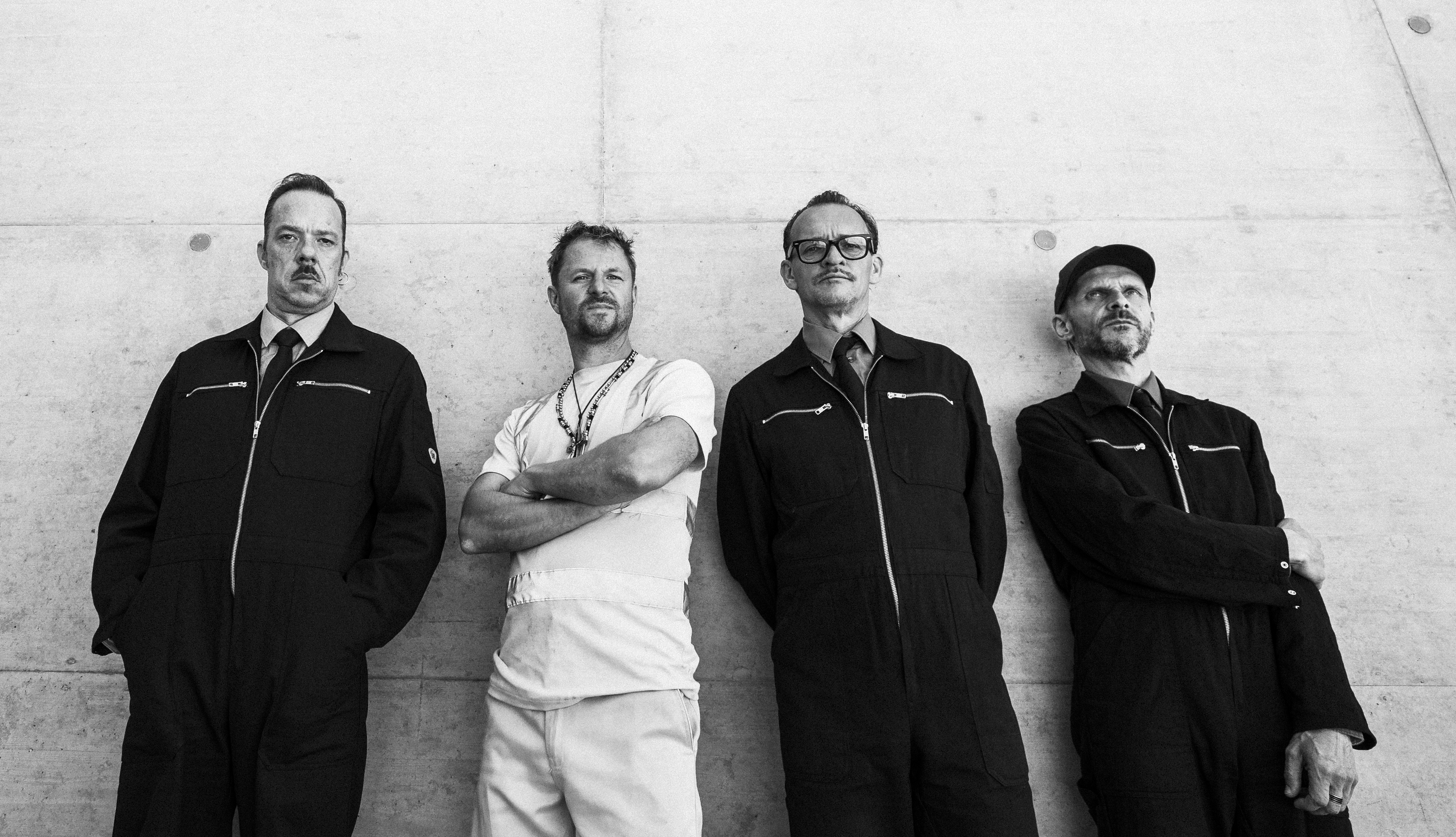
Philipp Hochmair & Die Elektrohand Gottes

- 2003: Werther!, Hörstück. Produktion und Regie: Herzrasen - Andrea Gerk. Musik: Laurent Garnier, Lou Reed, Hank Locklin.
- 2004: Der Prozess nach Franz Kafka, Hörstück. Produktion und Regie: Herzrasen - Andrea Gerk, Komposition: Michael Maierhof.
- 2005: Amerika nach Franz Kafka, Hörstück. Produktion und Regie: Herzrasen - Andrea Gerk, Komposition: Michael Maierhof.
- 2008: Lenz von Georg Büchner, Hörbuch2008: Produktion und Regie: Herzrasen - Andrea Gerk, Komposition: Michael Maierhof.
- 2018: Jedermann Reloaded (Philipp Hochmair & Die Elektrohand Gottes)
- 2019: Werther! (Philipp Hochmair & Die Elektrohand Gottes)
- 2020: Jedermann Razelli RMX (Philipp Hochmair, Kurt Razelli)
- 2021: Schiller Balladen Rave (Philipp Hochmair & Die Elektrohand Gottes)
- 2023: Der Hagestolz (Philipp Hochmair, Fritz Rainer und Hanns Clasen)

## Hörspiele (Auswahl)
- 2014: Susanne Ayoub: Hinkel, Regie: Andrea Getto (DKultur)
- 2014: Ewald Palmetshofer: Räuber.Schuldengenital, Regie: Hannah Georgi (WDR)
- 2015: Sherko Fatah: Der letzte Ort, Regie: Beate Andres (NDR)

## Auszeichnungen und Nominierungen

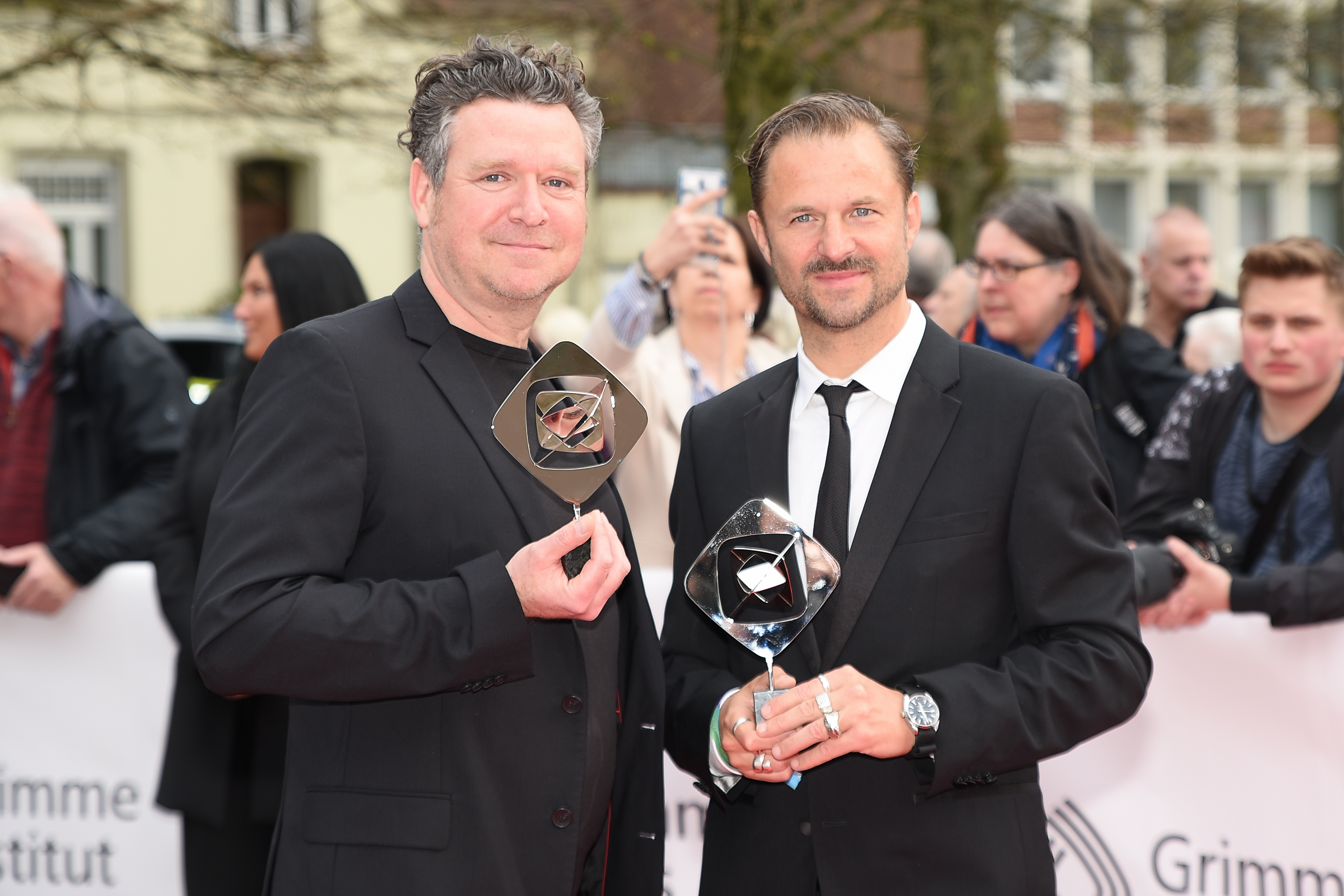
Philipp Hochmair mit Magnus Vattrodt bei der Verleihung des Grimme-Preises 2023

- 2013: Nestroy – Bester Schauspieler (Nominierung) für Jedermann[29]
- 2016: Romy – Beliebtester Schauspieler Kino/TV-Film (Nominierung) für Kleine große Stimme[30]
- 2017: Diagonale – Schauspielpreis für Kater[31]
- 2019: Romy – Beliebtester Schauspieler Serie/Reihe für Blind ermittelt[32]
- 2022: Romy – Beliebtester Schauspieler Kino/TV-Film für Die Wannseekonferenz[33]
- 2022: Jupiter – Bester Darsteller (Kino, TV, Streaming) - national (Nominierung) für Die Wannseekonferenz
- 2022: Deutschen Fernsehpreis (Nominierung) als bester Schauspieler für Die Wannseekonferenz[34]
- 2023: Grimme-Preis in der Kategorie Fiktion für Die Wannseekonferenz[35]
- 2024: Ehrenpreis des Filmfestivals Kitzbühel[36]
- 2024: Österreichischer Musiktheaterpreis: Cross-Over-Sonderpreis[37]